# Thure Lindhardt
Thure Frank Lindhardt (Copenhague; 24 de diciembre de 1974) es un actor danés.

## Biografía
Thure es hijo del teólogo Monges Lindhardt (1946-), tiene dos hermanos, y está casado.
Sus tíos son el obispo Jan Lindhardt y el teólogo Tine Lindhardt, su abuelo fue el historiador danés P.G. Lindhardt. 
Egresado de la escuela de drama de Odense en 1998. Habla con fluidez danés, alemán, sueco, noruego y un poco de francés.

## Carrera
Creció en Roskilde y a los 12 años actuó brevemente en Pelle el conquistador de Bille August. 
Obtuvo reconocimiento cuando apareció en la película A Place Nearby donde interpretó a un niño autista, en la película trabajó junto a Ghita Nørby.
También apareció en las películas Into the Wild, Love in Thoughts, Sugar Rush, Princess, Rejseholdet y en Flame y Citrón la cual se basó en los miembros de la resistencia danesa del grupo Holger Danske y en donde trabajó junto a Mads Mikkelsen.
En el 2009 protagonizó Brotherhood, la película fue dirigida por Nicolo Donato ganador del festival de Roma. Ese mismo año apareció en la película Ángeles y demonios donde dio vida al teniente Chartrand, un oficial de la guardia Suiza. 
En el 2013 se unió al elenco recurrente de la tercera temporada de la serie The Borgias donde interpretó a Rufio, un asesino enviado por Catherine Sforza (Gina McKee) para matar al papa Alejandro VI y acabar con su familia, hasta el final de la serie.
Ese mismo año obtuvo un papel secundario en la película Fast & Furious 6 donde dio vida a Firuz, un miembro del equipo del criminal Owen Shaw (Luke Evans).
En el 2015 se unió al elenco de la tercera temporada de El puente (serie de televisión sueco-danesa) en el papel de Henrik Sabroe como detective de Copenhague, siendo el nuevo compañero de Saga Norén. Debido a que el actor Kim Bodnia no estuvo de acuerdo con el rumbo que estaba tomando su personaje y dejó la serie.

## Filmografía

### Series de Televisión
| Año         | Serie                                        | Personaje          | Notas                              |
| ----------- | -------------------------------------------- | ------------------ | ---------------------------------- |
| 2017        | The Last Kingdom                             | Guthred            | 2ª temporada                       |
| 2015        | El puente (serie de televisión sueco-danesa) | Henrik Sabroe      | 3ª temporada                       |
| 2013        | The Borgias                                  | Rufio              | 10 episodios                       |
| 2012        | The Spiral                                   | Blochin            | 5 episodios                        |
| 2011        | Liebe am Fjord                               | Henrik Sörenbrandt | episodio "Das Ende der Eiszeit"    |
| 2010        | Das Duo                                      | Tim Stein          | episodio "bestien"                 |
| 2009 - 2010 | Blekingegade                                 | Bo Weimann         | 5 episodios - miniserie            |
| 2009        | Tatort                                       | Charlie            | episodio "Architektur eines Todes" |
| 2009        | Nachtschicht                                 | Rudi Kasper        | episodio "Blutige Stadt"           |
| 2006        | Sugar Rush                                   | Dimitri            | 3 episodios                        |
| 2004 - 2005 | The Fairytaler                               | Varias Voces       | 5 episodios                        |
| 2003        | Forsvar                                      | René Iversen       | episodio "Den gode søn"            |
| 2003        | Jungledyret Hugo                             | Varios Personajes  | 13 episodios                       |
| 2003        | Skjulte spor                                 | Lukas              | episodio # 2.4                     |
| 2002        | Rejseholdet                                  | Kåre               | 2 episodios                        |
| 2000        | Edderkoppen                                  | Billy              | 5 episodios - miniserie            |
| 2000        | Morten Korch - Ved stillebækken              | Hans Købke         | 11 episodios                       |
| 1998        | Strisser på Samsø                            | Hansi              | episodio "På havets bund"          |

### Películas
| Año  | Título             | Personaje            | Notas |
| ---- | ------------------ | -------------------- | --- |
| 2014 | Kill Command       | Capitán Bukes        | junto a Vanessa Kirby, David Ajala, Tom McKay & Deborah Rosan                                              |
| 2013 | 3096               | Wolfgang Přiklopil   | |
| 2013 | Fast & Furious 6   | Firuz                | junto a Vin Diesel, Paul Walker, Dwayne Johnson, Jordana Brewster, Michelle Rodriguez & Tyrese Gibson      |
| 2012 | Formentera         | Ben                  | junto a Sabine Timoteo, Ilse Ritter, Tatja Seibt & Vicky Krieps                                            |
| 2009 | Ángeles y demonios | Chartrand            | junto a Tom Hanks, Ewan McGregor, Ayelet Zurer, Stellan Skarsgård, Pierfrancesco Favino & Nikolaj Lie Kaas |
| 2008 | Flame y Citrón     | Bent Faurschou-Hviid | junto a Mads Mikkelsen                                                                                     |

### Productor
| Año  | Título     | Notas        |
| ---- | ---------- | ------------ |
| 2009 | Broderskab | co-productor |

### Apariciones
| Año  | Título                   | Notas                                                    |
| ---- | ------------------------ | -------------------------------------------------------- |
| 2009 | Live fra Bremen          | episodio # 1.4 - presentador invitado                    |
| 2005 | Hvem vil være millionær? | episodio "Special med kendte skuespillere" - concursante |

## Premios y nominaciones
| Año  | Categoría                                    | Premio                   | Película           | Resultado |
| ---- | -------------------------------------------- | ------------------------ | ------------------ | --------- |
| 2013 | Best Male Lead                               | Independent Spirit Award | Keep the Lights On | Nominado  |
| 2012 | Breakthrough Award                           | Gotham Award             | Keep the Lights On | Nominado  |
| 2011 | Best Actor                                   | Zulu Award               | Sandheden om mænd  | Nominado  |
| 2009 | Best Supporting Actor                        | Zulu Award               | Flammen & Citronen | Ganó      |
| 2009 | Best Actor                                   | Bodil Award              | Flammen & Citronen | Nominado  |
| 2009 | Best Actor                                   | Robert Festival Award    | Flammen & Citronen | Nominado  |
| 2008 | Best Actor (junto a Mads Mikkelsen)          | European Film Award      | Flammen & Citronen | Nominado  |
| 2006 | Best Supporting Actor                        | Robert Festival Award    | Nordkraft          | Ganó      |
| 2006 | Best Actor                                   | Bodil Award              | Nordkraft          | Nominado  |
| 2005 | Best Supporting Actor                        | Zulu Award               | Nordkraft          | Nominado  |
| 2005 | Best Young Actor from the Northern Countries | Undine Award             | Nordkraft          | Nominado  |
| 2001 | Best Actor                                   | Robert Festival Award    | Her i nærheden     | Nominado  |
| 2001 | Best Actor                                   | Bodil Award              | Her i nærheden     | Nominado  |